# ۷۱ (قمری)
۷۱ (قمری)، هفتاد و یکمین سال در گاهشماری هجری قمری است. اول محرم این سال برابر با هجدهم ژوئن سال ۶۹۰ میلادی است.

## رویدادها
- تخریب دارالاماره کوفه به فرمان عبدالملک بن مروان.

- تصرف صنعا توسط خوارج

## درگذشتگان
- ۱۳ جمادی الاول، ابراهیم بن مالک اشتر

- مصعب بن زبیر

- براء بن عازب